# Ilha Pate

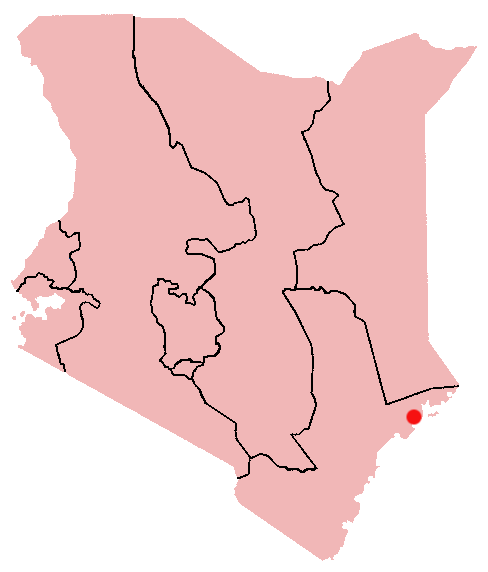
Localização da ilha Pate no Quénia

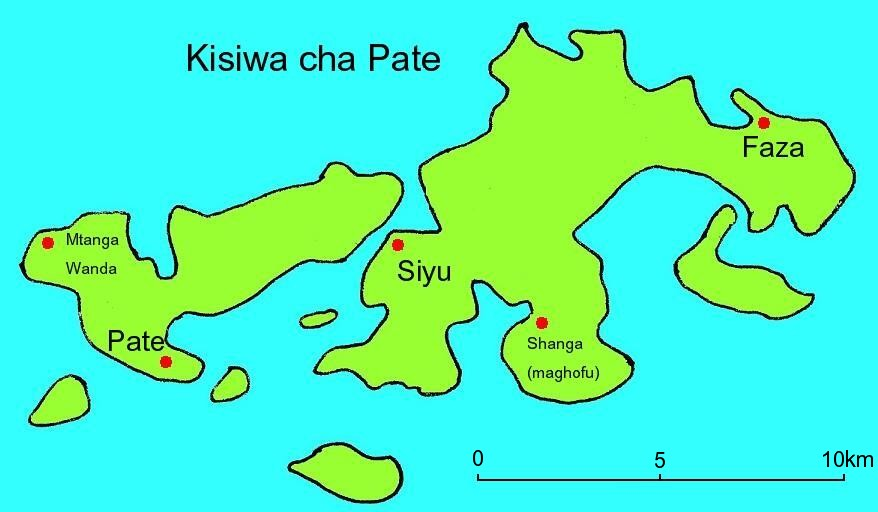
Mapa da ilha Pate

A Ilha Pate é uma ilha do Oceano Índico, junto à costa africana, pertencente ao Quénia. Faz parte do arquipélago de Lamu.
A ilha teve um importante papel na história do arquipélago e da África Oriental a partir do século XVI, particularmente até ao XIX. Muitos dos principais centros populacionais de Pate são construídos em locais onde há vestígios arqueológicos. O centro administrativo da ilha é a localidade de Faza.
Faza, na costa norte, data pelo menos do século XIV. Em 1587, Faza foi destruída pelos portugueses porque o xeque local apoiou Mirale Bei, um famoso corsário que tinha tido um papel determinante na expulsão dos portugueses de Mascate. Os portugueses chegaram de Goa com cerca de 650 homens e chacinaram a população local e todos os dirigentes que encontraram, entregando a povoação aos outros habitantes de Pate que eram rivais de Faza.
Faza foi reconstruída e reabitada. Os portugueses construíram uma capela, entretanto desaparecida. No século XVIII, Faza entrou em declínio com a ascensão da localidade de Pate.